# Luigi Heilmann
Luigi Heilmann (Portalbera, 21 agosto 1911 – Bologna, 9 ottobre 1988) è stato un glottologo italiano.

## Biografia
Professore universitario di ruolo dal 1956, dopo un anno all'Università di Cagliari occupò, per il resto della sua carriera, la cattedra di glottologia presso la Facoltà di Lettere e Filosofia dell'Università di Bologna, dove insegnò anche sanscrito, storia comparata delle lingue classiche e filologia germanica.
Sì occupò di lingue classiche ed orientali, in particolare di greco e sanscrito, di grammatica delle lingue moderne e di dialettologia. Nel 1950 pubblicò La parlata di Portalbera e la terminologia vinicola nell’Oltrepò Pavese e nel 1955 La parlata di Moena nei suoi rapporti con Fiemme e Fassa, la prima grande opera dello strutturalismo italiano.
Fondò nel 1966 la rivista Lingua e Stile, nel 1972 la rivista Studi Italiani di Linguistica Teorica e Applicata e nel 1977 la rivista Mondo Ladino.
Nel 1966 divenne il primo presidente della Società di Linguistica Italiana e nel 1986 fondò il Centro Interfacoltà di Linguistica Teorica e Applicata dell'Università di Bologna.
Alla sua morte, la sua biblioteca privata è stata donata alla Scuola Superiore di Lingue Moderne per Interpreti e Traduttori dell’Università di Bologna, Campus di Forlì, ed è attualmente conservata presso la Biblioteca Centrale Roberto Ruffilli.